# Emmalocera
Emmalocera är ett släkte av fjärilar. Emmalocera ingår i familjen mott.

## Dottertaxa tillEmmalocera, i alfabetisk ordning[1]
- Emmalocera achrosta
- Emmalocera actinoleuca
- Emmalocera albicostalis
- Emmalocera anerastica
- Emmalocera aurifusellus
- Emmalocera crenatella
- Emmalocera ematheudella
- Emmalocera endopyrella
- Emmalocera eremochroa
- Emmalocera gensanalis
- Emmalocera holorhoda
- Emmalocera lacticostella
- Emmalocera laminella
- Emmalocera latilimbella
- Emmalocera leucocinctus
- Emmalocera leucopleura
- Emmalocera leucopleurella
- Emmalocera longiramella
- Emmalocera ochracealis
- Emmalocera paludicola
- Emmalocera phaeoneura
- Emmalocera polychroella
- Emmalocera promelaena
- Emmalocera purpureotincta
- Emmalocera radiatella
- Emmalocera rhabdota
- Emmalocera roseistrigella
- Emmalocera rotundipennis
- Emmalocera simplicipalpis
- Emmalocera strigicostella
- Emmalocera subconcinnella
- Emmalocera tumidicostella
- Emmalocera umbricostella
- Emmalocera umbrivittella
- Emmalocera unitella
- Emmalocera variegatella
- Emmalocera venosella